# Ständige Vertretung der Bundesrepublik Deutschland bei der Europäischen Union
Die Ständige Vertretung der Bundesrepublik Deutschland bei der Europäischen Union ist die diplomatische Vertretung der Bundesrepublik Deutschland bei der Europäischen Union mit Sitz in Brüssel.

## Lage und Gebäude
Die Ständige Vertretung befindet sich im als Europaviertel bekannten Quartier Léopold der belgischen Hauptstadt Brüssel. Die Straßenadresse lautet: 8–14, rue Jacques de Lalaingstraat, 1000 Brüssel.
Sie teilt sich ein modernes Bürogebäude mit der bilateralen Botschaft Brüssel. Die vormalige Gemeinschaftsunterbringung der beiden Vertretungen befand sich in einem Gebäude an der Ecke Rue Jacques de Lalaing / Rue de Tréves. Dort hatte die Bundesbauverwaltung als Kunst am Bau als markante Skulptur vor dem Haus Franz Bernhards »Figur Brüssel« aus Cortenstahl aufgestellt und im Innenbereich eine Rauminszenierung von Georg Engst »Auffaltung‐Entfaltung‐Bewegung« angebracht. Beide Werke mussten nach Umzug in das neue Gebäude anderweitig verwendet werden.

## Aufgaben
Die Ständige Vertretung hat die Funktion einer Botschaft, die sie aber nicht gegenüber einem souveränen Staat, sondern gegenüber einer internationalen Organisation – in diesem Fall der Europäischen Union – ausübt.
Sie hat die Aufgabe der Informationsvermittlung zwischen der Bundesrepublik und der Europäischen Union sowie der Mitwirkung im Sinne Deutschlands an der europäischen Politik. Dazu unterhält die Vertretung unter anderem intensive Beziehungen zur EU-Kommission, zum Europäischen Parlament und zum Rat der Europäischen Union.

## Organisation
Zur Aufgabenerledigung bestehen drei Abteilungen und mehrere Referate:
- Abteilung Politik mit den Referaten: Außen- und Sicherheitspolitik; Institutionen der EU; Militärpolitik und Rüstungsangelegenheiten; Koordinierung von Terrorismuskämpfungs- und Präventionsmaßnahmen; Rechtspolitik; Innenpolitik; Entwicklungspolitische Zusammenarbeit; Presse und Politische Öffentlichkeitsarbeit; Personal in den EU-Institutionen; Familien-, Senioren-, Frauen- und Jugendpolitik
- Abteilung Wirtschaft mit den Referaten: Außenwirtschaftspolitik und Handelspolitik;  Wettbewerbsfähigkeit; Energie; Struktur- und Wettbewerbspolitik; Telekommunikation- und Postpolitik, Informationsgesellschaft; Wirtschaftsrecht; Referat Umwelt
- Abteilung Finanzen mit den Referaten: EU-Wirtschafts- und Währungspolitik; EU-Haushalt, eigene Einnahmen, Betrugsbekämpfung, Finanzinstrumente, Statut; EU-Steuerfragen; EU-Zollfragen; Finanzielle Aspekte anderer EU-Politikbereiche; Referat Finanzdienstleistungen
- Sowie die Referate:
  - Referat Ernährung, Landwirtschaft und Verbraucherschutz
  - Referat für Verkehr, Bau und Stadtentwicklung
  - Referat für Arbeit und Soziales
  - Referat Gesundheit
  - Referat für Bildung und Forschung

## Leiter (Ständiger Vertreter)
Die Leiter vertreten die Bundesrepublik Deutschland im Ausschuss der Ständigen Vertreter II. 
Die stellvertretenden Ständigen Vertreter, ebenfalls im Range eines Botschafters, sind Bundesbeamte aus dem zweiten koordinierenden Ministerium, in der Regel dem Bundeswirtschaftsministerium. Bis 2015 waren das Jochen Grünhage, Peter Witt und Guido Peruzzo. Von 2015 bis 2018 bekleidete den Posten Peter Rösgen, danach bis Juli 2022 Susanne Szech-Koundouros. Seit August 2022 ist Helen Winter auf diesem Posten.
Sie vertreten die Bundesrepublik Deutschland im Ausschuss der Ständigen Vertreter I.
Zusätzlich ist auch der Vertreter im Politischen und Sicherheitspolitischen Komitee im Rang eines Botschafters bei der Ständigen Vertretung tätig. Seit 2024 bekleidet Martin Schäfer diesen Posten. Zuvor amtierte von 2020 bis 2024 Thomas Ossowski.